# Sanne Thijssen
Sanne Thijssen (9 de noviembre de 1998) es una jinete neerlandesa que compite en la modalidad de salto ecuestre. Es hija del jinete Leon Thijssen.
Ganó una medalla de plata en el Campeonato Mundial de Saltos Ecuestres de 2022, en la prueba por equipos.
Con "Con Quidam RB" ganó el Gran Premio de Madrid en 2022 y el Gran Premio de Gijón en 2024.

## Palmarés internacional
| Campeonato Mundial | Campeonato Mundial  | Campeonato Mundial | Campeonato Mundial |
| Año                | Lugar               | Medalla            | Categoría          |
| ------------------ | ------------------- | ------------------ | ------------------ |
| 2022               | Herning (Dinamarca) | Medalla de plata   | Por equipos        |